# Dusona opima
Dusona opima là một loài tò vò trong họ Ichneumonidae.